# 沙子口站
沙子口站是青岛地铁4号线的地铁车站，位于中华人民共和国山东省青岛市崂山区沙子口街道中心社区南侧，于2022年12月26日开通。

## 车站结构
沙子口站位于崂山路与鱼水路交叉口南侧规划夕港路与规划道路交叉口，呈东西走向，为地下两层岛式站台车站，车站长203米，标准段宽19.7米，车站地下一层为站厅层，地下二层为站台层，站台设置全高站台门。
| 地面              | 出入口 | B、C出入口                                                                                              |
| 地下一层          | 站厅   | 客服中心、自动售票机、验票机                                                                            |
| 地下二层          | 站台   | \| \| \| 4号线往人民会堂（小崂山） \| \| 島式 · 開左邊车门 \| \| \| \| \| \| 4号线往大河东（段家埠） \| |
|                   |        | 4号线往人民会堂（小崂山）                                                                               |
| 島式 · 開左邊车门 |        | |
|                   |        | 4号线往大河东（段家埠）                                                                                 |

## 出入口
沙子口站目前开放2个出入口，各出口及周围设施如下所示：
| 编号                | 指示       | 建议前往的目的地                                                           | 图片 |
| ------------------- | ---------- | -------------------------------------------------------------------------- | ---- |
| B · 出口            | 崂峰路(南) |                                                                            |      |
| C · 出口 · （设有） | 崂峰路(南) | 中国人民解放军海军第九十七医院崂山医疗区，崂山区沙子口小学，沙子口休闲广场 |      |
| 图例： 设有         |            |                                                                            |      |

## 接驳交通

### 公交车
- 沙子口：37路，37路区间线，37路崂山六中区间，37路栲栳岛区间，39路，113路，304路，610路，611路，630路

## 车站历史
本站工程名与正式站名均为沙子口站，以车站所处的沙子口街道中心命名。
- 2020年3月14日，车站主体结构封顶[2]。
- 2022年12月26日，车站随4号线通车开通[1]。